# Supercopa de Portugal 2020
La Supercopa de Portugal 2020, denominada oficialmente como Supertaça Cândido de Oliveira 2020 fue la cuadragésimo segunda edición (42.a) del torneo oficial de fútbol en Portugal que enfrenta a los campeones de la Primeira Liga 2019-20 y la Copa de Portugal 2019-20. En esta serie por primera vez no hubo espectadores para evitar contagios de COVID-19.

## Sede del partido
La Federación Portuguesa de Fútbol anunció el 16 de octubre de 2020 que el Estádio Municipal de Aveiro sería la sede de la final de este torneo, al igual que las finales aplazadas de la Copa de Portugal Femenina y la Copa de la Liga de Portugal Femenina. Esta fue la décima final disputada en este estadio, recibiendo el partido consecutivamente desde 2009 con excepción de 2015 y 2019 donde se jugó en el Estádio Algarve.

## Partido
| 1     | POR   | Agustín Marchesín       |  |
| 18    | DEF   | Wilson Manafá           |  |
| 19    | DEF   | Chancel Mbemba 57' 76'  |  |
| 3     | DEF   | Pepe 36'                |  |
| 12    | DEF   | Zaidu Sanusi            |  |
| 17    | MED   | Jesús Corona 90+4'      |  |
| 27    | MED   | Sérgio Oliveira 53' 89' |  |
| 8     | MED   | Mateus Uribe            |  |
| 25    | MED   | Otávio                  |  |
| 11    | DEL   | Moussa Marega 89'       |  |
| 9     | DEL   | Mehdi Taremi 77'        |  |
| D. T. | D. T. | Sérgio Conceição        |  |

| 99    | POR   | Odisseas Vlachodimos |  |
| 21    | DEF   | Gilberto 89'         |  |
| 30    | DEF   | Nicolás Otamendi     |  |
| 5     | DEF   | Jan Vertonghen       |  |
| 3     | DEF   | Álex Grimaldo 89'    |  |
| 27    | MED   | Rafa Silva 64'       |  |
| 28    | MED   | Julian Weigl 30' 89' |  |
| 49    | MED   | Adel Taarabt         |  |
| 7     | MED   | Everton              |  |
| 10    | DEL   | Luca Waldschmidt     |  |
| 9     | DEL   | Darwin Núñez         |  |
| D. T. | D. T. | Jorge Jesus          |  |

| 4  | DEF | Diogo Leite   | 76'   |
| 7  | DEL | Luis Díaz     | 77'   |
| 16 | MED | Marko Grujić  | 89'   |
| 29 | DEL | Toni Martínez | 89'   |
| 21 | MED | Romário Baró  | 90+4' |

| 64 | DEL | Haris Seferović 90+3' | 64' |
| 17 | MED | Diogo Gonçalves       | 89' |
| 38 | MED | Pedrinho              | 89' |
| 71 | DEF | Nuno Tavares          | 89' |

| 25' (pen) · 90' | Oliveira Luis Díaz | 1-0 2-0 |

| Principal  | Hugo Miguel    |
| Asistentes | Pedro Martins  |
|            | Ricardo Santos |
| Cuarto     | Rui Costa      |

| VAR            | Bruno Esteves |
| Asistentes VAR | André Campos  |

| 1     | POR   | Agustín Marchesín       |  |
| 18    | DEF   | Wilson Manafá           |  |
| 19    | DEF   | Chancel Mbemba 57' 76'  |  |
| 3     | DEF   | Pepe 36'                |  |
| 12    | DEF   | Zaidu Sanusi            |  |
| 17    | MED   | Jesús Corona 90+4'      |  |
| 27    | MED   | Sérgio Oliveira 53' 89' |  |
| 8     | MED   | Mateus Uribe            |  |
| 25    | MED   | Otávio                  |  |
| 11    | DEL   | Moussa Marega 89'       |  |
| 9     | DEL   | Mehdi Taremi 77'        |  |
| D. T. | D. T. | Sérgio Conceição        |  |

| 99    | POR   | Odisseas Vlachodimos |  |
| 21    | DEF   | Gilberto 89'         |  |
| 30    | DEF   | Nicolás Otamendi     |  |
| 5     | DEF   | Jan Vertonghen       |  |
| 3     | DEF   | Álex Grimaldo 89'    |  |
| 27    | MED   | Rafa Silva 64'       |  |
| 28    | MED   | Julian Weigl 30' 89' |  |
| 49    | MED   | Adel Taarabt         |  |
| 7     | MED   | Everton              |  |
| 10    | DEL   | Luca Waldschmidt     |  |
| 9     | DEL   | Darwin Núñez         |  |
| D. T. | D. T. | Jorge Jesus          |  |

| 4  | DEF | Diogo Leite   | 76'   |
| 7  | DEL | Luis Díaz     | 77'   |
| 16 | MED | Marko Grujić  | 89'   |
| 29 | DEL | Toni Martínez | 89'   |
| 21 | MED | Romário Baró  | 90+4' |

| 64 | DEL | Haris Seferović 90+3' | 64' |
| 17 | MED | Diogo Gonçalves       | 89' |
| 38 | MED | Pedrinho              | 89' |
| 71 | DEF | Nuno Tavares          | 89' |

| 25' (pen) · 90' | Oliveira Luis Díaz | 1-0 2-0 |

| Principal  | Hugo Miguel    |
| Asistentes | Pedro Martins  |
|            | Ricardo Santos |
| Cuarto     | Rui Costa      |

| VAR            | Bruno Esteves |
| Asistentes VAR | André Campos  |

| 1     | POR   | Agustín Marchesín       |  |
| 18    | DEF   | Wilson Manafá           |  |
| 19    | DEF   | Chancel Mbemba 57' 76'  |  |
| 3     | DEF   | Pepe 36'                |  |
| 12    | DEF   | Zaidu Sanusi            |  |
| 17    | MED   | Jesús Corona 90+4'      |  |
| 27    | MED   | Sérgio Oliveira 53' 89' |  |
| 8     | MED   | Mateus Uribe            |  |
| 25    | MED   | Otávio                  |  |
| 11    | DEL   | Moussa Marega 89'       |  |
| 9     | DEL   | Mehdi Taremi 77'        |  |
| D. T. | D. T. | Sérgio Conceição        |  |

| 99    | POR   | Odisseas Vlachodimos |  |
| 21    | DEF   | Gilberto 89'         |  |
| 30    | DEF   | Nicolás Otamendi     |  |
| 5     | DEF   | Jan Vertonghen       |  |
| 3     | DEF   | Álex Grimaldo 89'    |  |
| 27    | MED   | Rafa Silva 64'       |  |
| 28    | MED   | Julian Weigl 30' 89' |  |
| 49    | MED   | Adel Taarabt         |  |
| 7     | MED   | Everton              |  |
| 10    | DEL   | Luca Waldschmidt     |  |
| 9     | DEL   | Darwin Núñez         |  |
| D. T. | D. T. | Jorge Jesus          |  |

| 4  | DEF | Diogo Leite   | 76'   |
| 7  | DEL | Luis Díaz     | 77'   |
| 16 | MED | Marko Grujić  | 89'   |
| 29 | DEL | Toni Martínez | 89'   |
| 21 | MED | Romário Baró  | 90+4' |

| 64 | DEL | Haris Seferović 90+3' | 64' |
| 17 | MED | Diogo Gonçalves       | 89' |
| 38 | MED | Pedrinho              | 89' |
| 71 | DEF | Nuno Tavares          | 89' |

| 25' (pen) · 90' | Oliveira Luis Díaz | 1-0 2-0 |

| Principal  | Hugo Miguel    |
| Asistentes | Pedro Martins  |
|            | Ricardo Santos |
| Cuarto     | Rui Costa      |

| VAR            | Bruno Esteves |
| Asistentes VAR | André Campos  |

| 1     | POR   | Agustín Marchesín       |  |
| 18    | DEF   | Wilson Manafá           |  |
| 19    | DEF   | Chancel Mbemba 57' 76'  |  |
| 3     | DEF   | Pepe 36'                |  |
| 12    | DEF   | Zaidu Sanusi            |  |
| 17    | MED   | Jesús Corona 90+4'      |  |
| 27    | MED   | Sérgio Oliveira 53' 89' |  |
| 8     | MED   | Mateus Uribe            |  |
| 25    | MED   | Otávio                  |  |
| 11    | DEL   | Moussa Marega 89'       |  |
| 9     | DEL   | Mehdi Taremi 77'        |  |
| D. T. | D. T. | Sérgio Conceição        |  |

| 99    | POR   | Odisseas Vlachodimos |  |
| 21    | DEF   | Gilberto 89'         |  |
| 30    | DEF   | Nicolás Otamendi     |  |
| 5     | DEF   | Jan Vertonghen       |  |
| 3     | DEF   | Álex Grimaldo 89'    |  |
| 27    | MED   | Rafa Silva 64'       |  |
| 28    | MED   | Julian Weigl 30' 89' |  |
| 49    | MED   | Adel Taarabt         |  |
| 7     | MED   | Everton              |  |
| 10    | DEL   | Luca Waldschmidt     |  |
| 9     | DEL   | Darwin Núñez         |  |
| D. T. | D. T. | Jorge Jesus          |  |

| 4  | DEF | Diogo Leite   | 76'   |
| 7  | DEL | Luis Díaz     | 77'   |
| 16 | MED | Marko Grujić  | 89'   |
| 29 | DEL | Toni Martínez | 89'   |
| 21 | MED | Romário Baró  | 90+4' |

| 64 | DEL | Haris Seferović 90+3' | 64' |
| 17 | MED | Diogo Gonçalves       | 89' |
| 38 | MED | Pedrinho              | 89' |
| 71 | DEF | Nuno Tavares          | 89' |

| 25' (pen) · 90' | Oliveira Luis Díaz | 1-0 2-0 |

| Principal  | Hugo Miguel    |
| Asistentes | Pedro Martins  |
|            | Ricardo Santos |
| Cuarto     | Rui Costa      |

| VAR            | Bruno Esteves |
| Asistentes VAR | André Campos  |

|                  |
| Campeón FC Porto |
| 22.º título      |